# Петивер, Джеймс
Джеймс Петивер (англ. James Petiver; около 1663 — около 2 апреля 1718) — британский ботаник, энтомолог и аптекарь.

## Биография
Джеймс Петивер родился между 1658 и 1663 годами в городе Рэгби в семье Джеймса и Мэри Петиверов. С 1676 года учился в школе в Рэгби, до 1683 года был назначен аптекарем в госпитале Святого Варфоломея. Петивер вёл переписку с Джоном Рэем, в 1699 году встретился с ним. В 1695 году Джеймс Петивер был избран членом Лондонского королевского общества. В 1711 году совершил поездку в Лейден, где приобрёл для Ганса Слоана коллекции Пауля Германа. Около 2 апреля 1718 года Петивер скончался в своём доме в Лондоне. Его тело было обнаружено лишь спустя несколько дней, он был похоронен 10 апреля.
В 1718 году, незадолго до смерти Петивера, весь его гербарий был приобретён Гансом Слоаном. В настоящее время образцы Петивера хранятся в гербарии Слоана в Британском музее (BM-SL).

## Некоторые научные работы

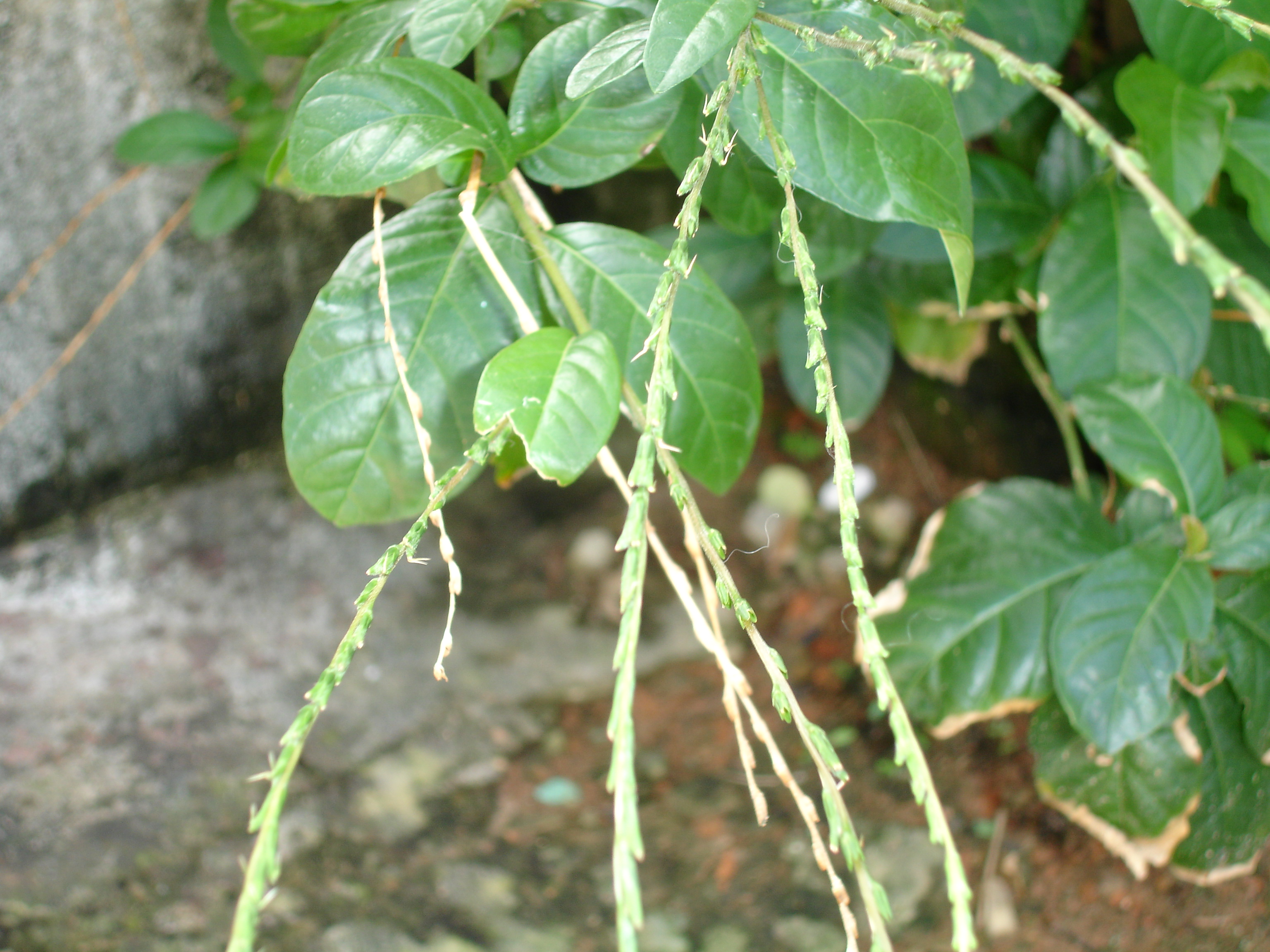
Петиверия луковая

- Petiver, J. (1695—1703). Museum Petiverianum. 8 vols.

## Таксоны растений, названные в честь Дж. Петивера
- Petiveria Plum. ex L., 1753 — Петиверия